# Římskokatolická farnost Vendolí
Římskokatolická farnost Vendolí je jedno z územních společenství římských katolíků v děkanátu Svitavy s farním kostelem svatého Ondřeje.

## Historie farnosti
Osada byla založena kolonizací olomouckého biskupa Bruna ze Schauenburka někdy kolem roku 1270. Kostel sv. Ondřeje byl založen v této době litomyšlskými premonstráty, kteří celou farnost spravovali až do roku 1558. V roce 1572 skoro celá obec vyhořela, včetně kostela, který byl obnoven až v roce 1639.

## Duchovní správci
Administrátorem excurrendo je P. Mgr. Václav Dolák, kaplanem excurrendo je P. Mgr. Petr Krajčovič.

## Bohoslužby
| Kostel          | Místo   | Bohoslužba (den) | Hodina    | Poznámka     |
| --------------- | ------- | ---------------- | --------- | ------------ |
| svatého Ondřeje | Vendolí | neděle pátek     | 9.30 9.00 | Farní kostel |